# Władysław Bondarenko
Władysław Mychajłowycz Bondarenko, ukr. Владислав Михайлович Бондаренко (ur. 26 sierpnia 1986 w Kijowie) – ukraiński piłkarz i futsalista, grający na pozycji bramkarza.

## Kariera piłkarska
W 2003 rozpoczął karierę piłkarską w drużynie amatorskiej Bucza-KŁO Bucza, potem jeszcze w 2006 występował w amatorskim zespole DJuSSz-17-Nowobiłyczi Kijów, a w 2010 Bat'kiwszczyna Kijów. Od 2006 bronił barw klubów futsalowych. Przez większość kariery związany był z klubami z Kijowa. Występował m.in. w drużynach BTI Kijów, Płaneta-Mist Kijów, HIT Kijów oraz Epicentr K3 Kijów, z którym w sezonie 2013/2014 występował w rozgrywkach pierwszej ligi. Ma na swoim koncie także Mistrzostwo i Puchar Kijowa. Na początku sezonu 2014/2015 został zawodnikiem występującego w polskiej ekstraklasie klubu Red Devils Chojnice. W swoim pierwszym sezonie z chojnicką drużyną dotarł do półfinału Pucharu Polski, lecz jego drużyna ostatecznie przegrała 2:4 z Rekordem Bielsko-Biała. Władysław Bondarenko występuje z numerem trzydzieści trzy.
Od sezonu 2017/2018 Władysław Bondarenko występuje w barwach I-ligowego zespołu Constractu Lubawa. W zespole z Lubawy pełni rolę kapitana.
Bondarenko występował także w rozgrywkach Beach Soccera. W 2008 roku bronił bramki zespołu Dynamo-Hild Kijów w Mistrzostwach Ukrainy.